# Pilea succulenta
Pilea succulenta är en nässelväxtart som beskrevs av Hugh Algernon Weddell. Pilea succulenta ingår i släktet pileor, och familjen nässelväxter. Inga underarter finns listade i Catalogue of Life.